# Polymeerzonnecel

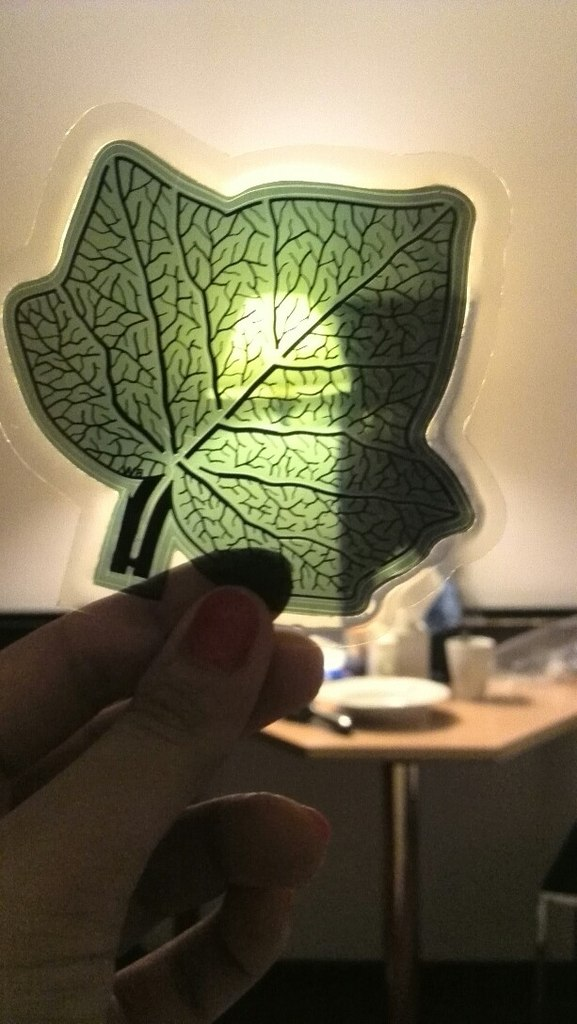
zonnecel

Een polymeerzonnecel is een organische zonnecel op basis van polymeren in plaats van de meer gangbare anorganische zonnecel op basis van silicium. Het alternatieve materiaal kan aanzienlijk goedkoper geproduceerd en toegepast worden dan traditionele zonnepanelen, die voor een groot deel uit silicium bestaan, waarvan de winning relatief omslachtig en duur is.

## Werking
Het bestaat uit een combinatie van polymeren en koolstof in de vorm van nanobuisjes en fullerenen, die in een golvend patroon naast elkaar liggen. Zonlicht wekt in het polymeer elektronen op, die in de fullerenen worden opgevangen en daarna afgevoerd langs de nanobuisjes, die fungeren als kleine elektriciteitsdraadjes met een groot vermogen tot het transporteren van elektronen. De nanobuisjes zijn vijftigduizendmaal zo klein als een menselijke haar, beter geleidend dan koper en bovendien goedkoper in de aanmaak. Het nieuwe type zonnecel kan eenvoudig op een ondergrond geschilderd worden.

## Toepassingen
Het beschilderen van een huis met een laag zonnecellenverf wordt door de auteurs als potentiële toepassing genoemd, waarmee de eigenaar zelf elektriciteit kan opwekken. Ook zou door het afdrukken van vellen vol zonnecellen met straaldrukkers zonne-energie op veel meer plaatsen toepasbaar worden.

## Rendement
Het rendement van de polymeerzonnecellen is 5%, wat ongeveer de helft is van de DSC zonnecel (10%) en 1/3 van de CIGS zonnecel (13,7%) en de silicium zonnecel (14-17%). In theoretische modellen is het al mogelijk om een rendement van 15 tot 20% te halen, zo blijkt uit Nederlands onderzoek aan de Universiteit van Groningen.

## Onderzoek
Wetenschappers aan het New Jersey Institute of Technology publiceerden op 21 juli 2007 een toepassing van organische zonnecellen op basis van polymeren, omschreven als "fullerene single wall carbon nanotube complex for polymer bulk heterojunction photovoltaic cells".